# Кицак, Стефан Флорович
Стефан Флорович Кицак (рум. Ștefan Chițac, 28 декабря 1933, Острица, жудец Черновцы — 7 августа 2011, Тирасполь) — государственный и военный деятель Приднестровской Молдавской Республики. Министр обороны Приднестровской Молдавской Республики с сентября 1991 по сентябрь 1992. Главный военный инспектор при Главнокомандующем Вооружёнными силами ПМР с октября 1992 по 7 августа 2011.
Генерал-полковник. Организатор Вооружённых сил Приднестровья и первый Командующий Республиканской гвардией.

## Биография
Родился в семье румынских крестьян 28 декабря 1933 в селе Острица жудеца Черновцы Королевства Румыния (ныне село в составе Острицкой сельской общины Черновицкого района Черновицкой области Украины).
По окончании 7-летней школы в родном селе и Черновицкого педагогического училища (ныне в составе Черновицкого национального университета имени Юрия Федьковича) работал учителем математики в Дибровской средней школе в Закарпатье.
В 1952 был призван на действительную военную службу и направлен на учёбу в Винницкое пулемётное училище.

### Образование
В 1965 заочно окончил экономико-географический факультет Московский государственный университет имени М. В. Ломоносова по специальности «географ».
В 1966 окончил Военную академию имени М. В. Фрунзе.

### Трудовая деятельность
С 1954 по 1963 — командир взвода и командир роты в Киевском, Северном, Ленинградском и Прикарпатском военных округах. Участвовал в боевых действиях против подразделений УПА в 1953 в Украинской ССР.
С 1966 по 1971 — командир мотострелкового батальона, офицер оперативного управления, командир полка Южной группы войск в Венгрии (Будапешт) и Чехословакии (Сегед). Участвовал во вторжении советских войск в Чехословакию. По возвращении в СССР был направлен в Туркестанский военный округ, в город Ташкент.
С 1980 по 1989 — участвовал в боевых действиях на территории Афганистана. С 1986 по 1989 — заместитель начальника штаба 40-й общевойсковой армией в городе Кабуле.
С 1989 по 1990 — заместитель начальника штаба 14-й гвардейской общевойсковой армии в Тирасполе. В мае 1990 вышел в отставку.
С 30 сентября 1991 по сентябрь 1992 — командующий Республиканской гвардией и министр обороны Приднестровской Молдавской Республики.
С конца 1992 и до последних дней своей жизни — главный военный инспектор при Главнокомандующем Вооружёнными силами Приднестровской Молдавской Республики. Также являлся советником Президента Приднестровской Молдавской Республики и секретарём Совета безопасности Приднестровья.
19 декабря 2003 указом Президента Приднестровской Молдавской Республики присвоено воинское звание генерал-лейтенант.
Скончался 7 августа 2011 в Республиканской клинической больнице в Тирасполе, на 78-м году жизни.

## Награды
- Орден Красного Знамени — по одним данным 1[11], по другим — 2[3][12]
- Орден Красной Звезды — по одним данным — 2[11], по другим — 3[3][12]
- Орден «За службу Родине в Вооружённых Силах СССР» III степени
- Медаль «За воинскую доблесть. В ознаменование 100-летия со дня рождения Владимира Ильича Ленина»
- Орден «Звезда» ? степени (Демократическая Республика Афганистан)
- Медаль «Воину-интернационалисту от благодарного афганского народа» (Демократическая Республика Афганистан)
- 15 советских медалей, 3 афганских и 1 чехословацкая[12].

### Награды ПМР
- Орден «За службу Родине в Вооружённых Силах Приднестровской Молдавской Республики» I степени
- Орден «За личное мужество» (24 декабря 1993) — за мужество и самоотверженность, умелую координацию совместных действий гвардии, народного ополчения, казачества, ТСО в обороне и большой личный вклад в организацию защиты свободы и независимости Приднестровской Молдавской Республики от агрессии Республики Молдова[13]
- Орден Республики (30 августа 1995) — за большой личный вклад в создание, организацию и развитие Приднестровской Молдавской Республики и в связи с 5-й годовщиной её образования[14][15]
- Орден «За службу Родине в Вооружённых Силах Приднестровской Молдавской Республики» II степени (20 февраля 1996) — за заслуги в деле создания Вооружённых сил и самоотверженность при выполнении воинского долга[16]
- Грамота Президента Приднестровской Молдавской Республики (4 сентября 1996) — за большие успехи в повышении боевой готовности частей и подразделений, улучшение качества оперативной и боевой подготовки, поддержание высокой воинской дисциплины среди подчинённых и в честь 5-й годовщины создания Вооружённых сил[17]
- Заслуженный военный специалист Приднестровской Молдавской Республики (20 февраля 1998) — за достижение высоких показателей в боевой подготовке, воспитании и обучении личного состава, заслуги в освоении и применении боевой техники, поддержание высокой боевой готовности частей и подразделений Вооружённых сил Приднестровской Молдавской Республики[18]
- Орден Почёта (28 декабря 1998) — за большой личный вклад в становление, развитие и защиту Приднестровской Молдавской Республики, многолетний, добросовестный труд и в связи с 65-летием со дня рождения[19]
- Благодарственное письмо Президента Приднестровской Молдавской Республики (12 февраля 1999) — за большой личный вклад в становление и развитие афганского движения в Приднестровской Молдавской Республике и в связи с 10-й годовщиной вывода войск из Республики Афганистан[20]
- Медаль «10 лет Приднестровской Молдавской Республике» (17 августа 2000) — за активное участие в становлении, защите и строительстве Приднестровской Молдавской Республики и в связи с 10-й годовщиной со дня образования[21]
- Медаль «Участнику миротворческой операции в Приднестровье» (29 июля 2002) — за активную поддержку и оказание помощи Миротворческим Силам в проведении мероприятий по установлению и поддержанию мира и в связи с 10-летием со дня начала Миротворческой операции в Приднестровье[22]
- Медаль «За боевые заслуги» (18 декабря 2003) — за заслуги по защите Приднестровской Молдавской Республики и в связи с 70-летием со дня рождения[23]
- Орден «За заслуги» II степени (25 августа 2005) — за личный вклад в становление, защиту и укрепление Приднестровской Молдавской Республики и в связи с 15-й годовщиной со дня образования Приднестровской Молдавской Республики[24]

## Память
Имя Стефана Кицака присвоено 1-й отдельной гвардейской мотострелковой бригаде ВС ПМР.

## Ссылка
- Стефан Кицак